# Шукальнаах
Шукальнаах — маянська держава на території сучасного штату Чіяпас (Мексика), що утворилася напочатку IV століття. Тривалий час було об'єктом протистояння в регіоні, зрештою напочатку IX ст. повністю занепало.

## Заснування
Розташовувалося в долині річки Лаканха, притоку Усумасінти, у глибині Лакандонської сельви. Утворилося навколо невеличкого містечка Шукальнаах (сучасне городище Лаканха), яке дало назву усієй державі. Із самого початку не було сильно централізованою державою, а складало своєрідну федерацію царств на чолі із столицею, в інших областях (Бубульха, Укуль, Буктуун, Саклакаль, Тах) правителі представники головної династії. Стосовно райнньої історії царства немає практично жодних відомостей.
Першим відоми царем є Ах-Яш-Пунім, що володарював близько 400 року. Він вважається засновником відомої династії. Які царі (династії) правили до нього все ще знаходиться в стадії дослідження.

## Період залежності
Вже в середині VI ст. Шукальнаах належав до числа найбільших центрів регіону. В цей час починаються його конфлікти з Па'чанським царством за домігування, які завершилися у 564 році поразкою шукальнаахського ахава К'ан-Ток-Луука. В результаті цієї події Шукальнаах визнав зверхність Па'чана.
Близько 600 року за ініціативи царя Яхав-Чан-Муваахна I відбулося перенесення столиці царства з Шукальнааха в Усііхвіц (сучасне городище Бонампак). В цей період зберігається залежність від Па'чана, на боці якого війська Яхав-Чан-Муваахна I втрутилися у війну з Баакульським царством, завдавши останньому у 603 році поразки.
У 610—611 роках царство поринуло у розбрад за владу між Ах-Чан-То'ком та Ах-Наалєм, припинення якого вдалося завдяки втручання па'чанського царя Іцамкокаах-Бахлама II, що поставив царем Ах-Нааля. З цього моменту влада Па'чана над Шукальнаахом зростає. 611 року війська останнього беруть участь в коаліції проти Баакуля. Війна завершилася успішно й Ах-Нааль повернувся з частиною здобичі.
На межі VI—VII століть між царствами Шукальнаах і Ак'є було укладено політико-династичний союз, скріплений шлюбними зв'язками. у 640-х роках знову виникло внутрішнє протистояння, що булоспричинено втручання у справи Шукальнааха царства Сакц'і. В результаті на деякий час приходить до влади противник Па'чана. За його наказом було розорено па'чанську область Нахбху'к. Втім 643 року завдяки діям царя Па'чана Яшуун-Бахлама III у владі в Шукальнаахському царстві відновлено ахава Вінікхааб-То'ка, але протистояння тривало до 648 року. У 650-х роках Шукальнаах визнає зверхність Йокіб-Кіна. У 659 році війська Шукальнаахського царства брали участь у поході коаліції на чолі із Йокіб-Кіном проти Баакульського царства.
У 680-690-х роках відбулася чергова боротьба за владу, в результаті якої до Шукальнааха вдерлися війська па'чанського царя, що виступив на боці поваленого ахава Ах-Нак'еєя. Після цього до початку 700-х років про історію мало що відомо. За окремим відомостями брало участь у протистоянні амбіціями царства Сакц'і наприкінці 690-х років. У 710-х роках виник конфлікт з Па'чаном, в результаті якого у 713 році шукальнаахські війська зазнали поразки.
Втім вже у 717 році цар К'ініч-Чак-Чііх визнає зверхність царства Сакц'і. У відповідь проти Шукальнаах рушив па'чанський цар Іцамкокаах-Бахлам III, який завдав поразки шукальнаахцями, але не зміг повалити царя. В результаті цього залежність Шукальнааха від Сакц'і збереглася.

## Об'єднання з Ак'є
У 740-х роках за ахава Хой-Балама відбувається приєднання до царства Шуукальнааха царства Ак'є, яких пов'язували старовинні родинні зв'язки. Втім незабаром відбувся війна між царем та його Ах-Сак-Телесом, намісником-сахалєм старовинної області Шукальнаах, в якій останній переміг наприкінці 740-х років й став новим царем. З цього моменту починається повернення до старовинної практики васаліту по відношенню до Па'чанського царства.
У 760-х роках Шукальнаахське царство було об'єктом боротьби між царствами Па'чан і Сакц'і, в якій перемогу здобуло перше. Це призвело до посилення місцевої знаті в Шукальнаахі, де значне місце на тривалий час посів родич царів Ак'є — Ах-Чанлаху'н-Баак.
У 770-х роках царем Яхав-Чан-Муваахна II здійснюються рішучі заходи щодо зміцнення влади над місцевими правителями, водночас збережено політику підкореності Па'чанському царству. В результаті у 785 році розпочалася нова війна з Сакц'і — за колишнє царства Ак'є. До 787 року при підтримці Па'чана шукальнаахські війська завдали відчутної поразки суперникові.

## Занепад
За останніх царів союз з Па'чаном зберігався. На знак підтвердження своєї сили та могутності правителі Шукальнаах зводять величну будівлю відомою у науковців під назвою «Храм I». Проте зведення цього комплексу, що датуються 791 роком є останньою згадкою про Шукальнаах. Вважається, що наприкінці 790-х років володарював царевич Чоох (його тронне ім'я наразі невідоме).
Час й причини занепаду держави достеменно невідомі. В усілякому разі до 800 року невідомо про передумови для загибелі, навпаки Шукальнаах знаходився в періоді піднесення, про що свідчить якість робіт в Храмі I. На думку дослідників, царство припинило своє існування на початку IX ст. в рамках загального колапсу класичного періоду.